# Forcall
Forcall là một đô thị trong tỉnh Castellón, Cộng đồng Valencia, Tây Ban Nha. Đô thị Forcall có diện tích 39,2 km², dân số theo điều tra năm 2010 của Viện thống kê quốc gia Tây Ban Nha là 538 người. Đô thị Forcall nằm ở khu vực có độ cao 699 mét trên mực nước biển.